# Criptofascismo
Criptofascismo es un término peyorativo que implica una simpatía o admiración secreta por el fascismo. El término se usa para denotar que un grupo o individuo mantiene su apoyo en secreto para evitar persecución social o suicidio político.
El término fue atribuido a Gore Vidal. En una entrevista televisiva durante el caos de la Convención Nacional Democrática de 1968, Vidal calificó a William F. Buckley, Jr. de "cripto-nazi", corrigiéndolo luego como "cripto-fascista". Por otro lado, el término apareció cinco años antes en un libro alemán de Theodor W. Adorno, Der getreue Korrepetitor (El fiel Répétiteur).